# Sophie Uliano
Sophie Uliano (* 20. Juni 1964 in England als Sophie Heyman) ist eine britische Schauspielerin, Synchronsprecherin, Moderatorin und Autorin.

## Leben
Uliano wurde als Sophie Heyman in England geboren. Von 1991 bis 1997 war sie mit dem britischen Schauspieler und Synchronsprecher Steven Hartley verheiratet. Die Ehe blieb kinderlos. Seit dem 28. August 1999 ist sie mit Joseph Uliano verheiratet. 2001 kam eine gemeinsame Tochter zur Welt. Seit Mitte der 2000er Jahre lebt sie in Los Angeles und unterrichtet als Schauspiellehrerin und Yogalehrerin.
Zu Beginn der 1990er Jahre war Uliano, damals noch unter dem Namen Heyman, in einer Reihe von britischen Fernsehserien als Episodendarstellerin zu sehen. So wirkte sie in einzelnen Episoden der Fernsehserien The Bill, Der Aufpasser oder Inspektor Morse, Mordkommission Oxford mit. 1992 spielte sie in zwei Episoden der Miniserie Anglo Saxon Attitudes in der Rolle des Liesel mit. Eine größere Rolle übernahm sie in der Miniserie She's Out im Jahr 1995, in der sie in insgesamt fünf Episoden die Rolle der Susan Withey verkörperte. 1999 stellte sie im Film Lord Hubert – Hundeadel verpflichtet die größere Rolle der Shamela Stewart dar. Danach zog sie sich aus dem Filmschauspiel zurück und war lediglich als Synchronsprecherin unter anderen in einer Episode der Zeichentrickserie Expedition der Stachelbeeren und dem Zeichentrickfilm 101 Dalmatiner Teil 2 – Auf kleinen Pfoten zum großen Star! zu hören.
Nach ihrem Umzug in die USA veröffentlichte sie 2009 das Sachbuch The Gorgeously Green Diet: How to Live Lean and Green. Das Buch avancierte laut The New York Times zu einem Bestseller. Ein Jahr später folgte die Veröffentlichung vom Sachbuch Do It Gorgeously: How to Make Less Toxic, Less Expensive, and More Beautiful Products. Von 2012 bis 2017 moderierte sie über 200 Ausgaben der US-amerikanischen Tagestalkshow Home & Family.

## Filmografie (Auswahl)

### Schauspiel
- 1990, 1994: The Bill (Fernsehserie, 2 Episoden, verschiedene Rollen)
- 1991: Der Aufpasser (Minder, Fernsehserie, Episode 8x02)
- 1991: Clarissa (Miniserie, Episode 1x01)
- 1992: Inspektor Morse, Mordkommission Oxford (Inspector Morse, Fernsehserie, Episode 6x02)
- 1992: Anglo Saxon Attitudes (Miniserie, 2 Episoden)
- 1992: The Upper Hand (Fernsehserie, Episode 4x07)
- 1993: So Haunt Me (Fernsehserie, Episode 2x01)
- 1994: The 10%ers (Fernsehserie, Episode 1x03)
- 1994: Hallo Mädels! (Birds of a Feather, Fernsehserie, Episode 6x12)
- 1995: She's Out (Miniserie, 5 Episoden)
- 1995: Men Behaving Badly (Fernsehserie, Episode 4x06)
- 1995: Oliver's Travels (Miniserie, 2 Episoden)
- 1995: Trafford Tanzi (Fernsehfilm)
- 1997: Casualty (Fernsehserie, Episode 11x19)
- 1999: Lord Hubert – Hundeadel verpflichtet (The Duke)

### Synchronsprecherin
- 2001: Expedition der Stachelbeeren (The Wild Thornberrys, Zeichentrickserie, Episode 3x15)
- 2002: 101 Dalmatiner Teil 2 – Auf kleinen Pfoten zum großen Star! (101 Dalmatians II: Patch’s London Adventure, Zeichentrickfilm)

## Werke
- The Gorgeously Green Diet: How to Live Lean and Green, Dutton Adult, 2009, ISBN 978-0-525-95115-5
- Do It Gorgeously: How to Make Less Toxic, Less Expensive, and More Beautiful Products, Hachette Book Group, New York City 2010, ISBN 978-1-4013-4139-8